# جوني كليمنت
جوني كليمنت (بالإنجليزية: Johnny Clement)‏ هو لاعب كرة قدم أمريكية أمريكي، ولد في 31 أكتوبر 1919 في مقاطعة واغونر في الولايات المتحدة، وتوفي في 11 ديسمبر 1969.